# Свенске, Карл Фёдорович
Карл Фёдорович Свенске (1797—1871) — российский архивариус, педагог, переводчик и публицист.

## Биография
Карл Свенске родился в 1797 году в семье выходца из Швеции, переселившегося в Лифляндию.
Находился на иждивении Петербургской академии наук в Санкт-Петербургской гимназии, которую окончил в 1814 году и поступил казённым студентом в Главный педагогический институт. В 1816 году, вместе с тремя другими выпускниками института, М. М. Тимаевым, А. Г. Ободовским и Ф. И. Буссе, был командирован за границу для изучения различных методик начального образования, в особенности — метода взаимного обучения. Он побывал в Англии, Швейцарии, Шотландии, ознакомился с методами и системами воспитания Эндрю Белла, Ланкастера, Песталоцци и Фелленберга. В 1818 году, на обратном пути в Россию, были посещены учебные заведения Германии в Висбадене, Лейпциге, Дрездене, Галле и Берлине.
По возвращении в Российскую империю служил учителем русской и немецкой словесности в нескольких учебных заведениях столицы: учитель словесности при Санкт-Петербургской гимназии (с 19 сентября 1819), учитель немецкого языка в Главном инженерном училище (с 1821 по 24 января 1829), старший учитель 3-й Санкт-Петербургской гимназии (с 19 января 1823 по 22 сентября 1849), учитель немецкого языка в Училище военных топографов при Главном штабе (с 1 сентября 1825). С 9 июня 1828 года состоял переводчиком с немецкого языка на русский при Императорской Петербургской академии наук.
С 1835 по 1849 год Карл Фёдорович Свенске был штатным лектором немецкого языка в Санкт-Петербургском университете и читал лекции по истории средневековой, новой и новейшей литературы; 29 июня 1839 года был пожалован чином коллежского советника, в котором состоял до конца жизни.
С 1849 года, после выхода в отставку по состоянию здоровья, К. Ф. Свенске занялся компилятивными работами по части русской литературы: издавал в течение 12 лет «Календарь Императорской Академии наук», сотрудничал в Императорском Русском географическом обществе и принимал с 1850 года деятельное участие в «Вестнике общества», где напечатал обзоры наиболее выдающихся путешествий и географических открытий, сначала за десятилетие с 1838 по 1848 год, потом за пять лет — с 1848 по 1853 год.
В 1860 году Свенске вернулся на службу в качестве архивариуса и переводчика Конференции Императорской академии наук.
В том же году он издал: «Briefe von Christian Wolf aus den Jahren 1719—1753. Ein Betrag zur Geschichte der Kais. Acadеmie d. Wissenschaften zu St.-Petersbourg», затем по поручению Русского географического общества, под наблюдением вице-президента графа Ф. П. Литке, составил на основании всех имевшихся в русской литературе сведений подробное описание «Новой Земле, в географическом, естественно-историческом и промышленном отношениях» (СПб., 1866), — сочинение, обратившее на себя внимание учёного сообщества и сподвигшее появление подобного труда на немецком языке, который был напечатан в прибавлениях к Petermanns Geographische Mitteilungen под редакцией А. Г. Петермана.
В 1866 году Академия наук напечатала труд Свенске под названием: «Материалы для истории составления атласа Российской империи, изданного Императорской Академией Наук в 1745 году, собранные из архива Академии». В 1870 году, за год до смерти, он представил в Русское географическое общество обширную рукопись об исследовании и колонизации Австралии, но эта большая работа осталась не обнародованной (при жизни автора) ввиду появившегося в том же году на русском языке переводного (с немецкого) сочинения: «Австралия, история открытия и колонизация».
В 1871 году Свенске исправлял должности архивариуса (приватно) и переводчика Конференции Императорской академии наук. В том же году умер.

## Награды
До 1848 года Свенске был удостоен следующих наград:
- орден Св. Анны 3-й степени (1835)
- орден Св. Станислава 2-й степени (1839)
- орден Св. Владимира 4-й степени.